# ОФК шампионат у фудбалу за жене 1986.
ОФК првенство у фудбалу за жене 1986. било је друго ОФК првенство у женском фудбалу (познато и као Куп женских нација ОФК-а). Одржао се у Крајстчерчу на Новом Зеланду од 29. марта до 5. априла 1986. На турниру су учествовала четири тима, а одиграно је укупно осам утакмица.
Кинески Тајпеј је у финалу победио Аустралију са 4 : 1 и освојио друго издање турнира. Бранилац титуле Нови Зеланд завршио је трећи, након што је победио своју Б екипу у извођењем пенала.

## Земље учеснице
Следећа четири тима учествовала су на турниру:
- Аустралија
- Кинески Тајпеј
- Нови Зеланд
- Папуа Нова Гвинеја (одустала)
- Нови Зеланд Б ушла након повлачења репрезентације Папуе Нове Гвинеје.

## Резултати

### Прво коло
| Екипа          | Ута | Поб | Нер | Изг | ГД | ГП | ГР | Бод | Квалификације           |
| -------------- | --- | --- | --- | --- | -- | -- | -- | --- | ----------------------- |
| Кинески Тајпеј | 3   | 3   | 0   | 0   | 4  | 1  | +3 | 6   | Финална утакмица        |
| Аустралија     | 3   | 2   | 0   | 1   | 3  | 2  | +1 | 4   | Финална утакмица        |
| Нови Зеланд    | 3   | 1   | 0   | 2   | 3  | 3  | 0  | 2   | Утакмица за треће место |
| Нови Зеланд Б  | 3   | 0   | 0   | 3   | 1  | 5  | −4 | 0   | Утакмица за треће место |

| Нови Зеланд Б | 0 : 1 | Кинески Тајпеј |
| ------------- | ----- | -------------- |
|               |       | Ма Веј-Чиу 34’ |

| Нови Зеланд | 0 : 1 | Аустралија      |
| ----------- | ----- | --------------- |
|             |       | Рене Исериеф ?’ |

| Кинески Тајпеј             | 1 : 0 | Аустралија |
| -------------------------- | ----- | ---------- |
| Чоу Таи-Јинг HT+15’ (пен.) |       |            |

| Нови Зеланд       | 2 : 0 | Нови Зеланд Б |
| ----------------- | ----- | ------------- |
| Венди Шарп ?’, ?’ |       |               |

| Нови Зеланд                  | 1 : 2 | Кинески Тајпеј                     |
| ---------------------------- | ----- | ---------------------------------- |
| Морин Јакобсон HT+20’ (пен.) |       | Љу Ју-Чу 22’ · Чоу Тај-Јинг HT+15’ |

| Нови Зеланд Б | 1 : 2 | Аустралија                              |
| ------------- | ----- | --------------------------------------- |
| Џо Бредли ?’  |       | Су Монтит ?’ (пен.) · Шерон Мателјан ?’ |

### Утакмица за треће место
| Нови Зеланд | 0 : 0 (п. с. н.) | Нови Зеланд Б |
| ----------- | ---------------- | ------------- |
|             |                  |               |
| Пенали      |                  |               |
|             | 3 : 1            |               |

### Финална утакмица
| Кинески Тајпеј                                                      | 4 : 1 | Аустралија           |
| ------------------------------------------------------------------- | ----- | -------------------- |
| Љу Ју-Чу HT+4’, HT+11’ · Јанг Хсиу-Чих HT+18’ · Хсие Хсиу-Мин FT+3’ |       | Андреа Мартин HT+15’ |

### Финална табела
| Екипа          | Ута | Поб | Нер | Изг | ГД | ГП | ГР | Бод |
| -------------- | --- | --- | --- | --- | -- | -- | -- | --- |
| Кинески Тајпеј | 4   | 4   | 0   | 0   | 8  | 2  | +6 | 8   |
| Аустралија     | 4   | 2   | 0   | 2   | 4  | 6  | –2 | 4   |
| Нови Зеланд    | 4   | 1   | 1   | 2   | 3  | 3  | 0  | 3   |
| Нови Зеланд Б  | 4   | 0   | 1   | 3   | 1  | 5  | −4 | 1   |